# Mqabba Football Club
Il Mqabba Football Club, meglio noto semplicemente come Mqabba, è una società calcistica avente sede a Micabba, a Malta.
Fondata nel 1957, ha partecipato per cinque volte alla massima serie del campionato maltese (l'ultima delle quali nel 2011-12). Nella stagione 2025-2026 milita nella National Amateur League, la terza serie nazionale.

## Palmarès

### Competizioni nazionali
- Second Division (Malta): 2

2000-2001, 2013-2014

### Altri piazzamenti
- First Division (Malta):

Secondo posto: 2010-2011